# 西沢俊夫
西沢 俊夫（にしざわ としお、1951年4月22日 - ）は、東京電力株式会社の第12代社長。
戸籍上の正しい表記は西澤 俊夫で、こちらの表記が使われることも多い。

## 来歴
長野県大町市出身。長野県松本深志高等学校を経て、京都大学経済学部卒業。
大学卒業後、東京電力入社。企画畑のエリートで、勝俣恒久の懐刀といわれており、温厚な人柄として知られる。福島第一原発事故で引責辞職した清水正孝の後継として、2011年6月に社長に就任した。公益社団法人ACジャパンの理事や、社団法人経済企画協会の副会長、日本原燃株式会社の取締役も務めた。

## 略歴
- 1975年3月、京都大学経済学部卒業
- 1975年4月、東京電力株式会社入社
- 1992年7月、同社燃料部LNG室課長（LNG担当）
- 1994年7月、企画部調査課長
- 1996年8月、企画部企画課長
- 1997年7月、企画部企画グループマネージャー（副部長）
- 1999年7月、企画部総括調整グループ（副部長）
- 2000年3月、多摩支店調布支社長
- 2001年6月、企画部、電気事業連合会事務局派遣
- 2005年6月、企画部長
- 2006年6月、執行役員企画部長[3]
- 2008年5月、常務取締役（企画部・広報部担当）
- 2011年6月、代表取締役社長
- 2012年6月、退任、東京電力社友